# І виріс я на чужині…
«І виріс я на чужині…» — вірш Тараса Шевченка, написаний на засланні 1848 року на Косаралі.

## Написання
Зберігся чистовий автограф вірша у «Малій книжці». Автограф не датовано. Вірш датується дослідниками за місцем автографа у «Малій книжці» серед творів 1848 року та часом зимівлі Аральської описової експедиції в 1848—1849 роках на Косаралі, орієнтовно: кінець вересня — грудень 1848-го, Косарал.
Автограф, з якого вірш переписано до «Малої книжки», не відомий. До «Малої книжки» Шевченко заніс твір під № 23 у шостому зшитку за 1848 рік орієнтовно наприкінці 1849-го — на початку 1850 року (до арешту 23 квітня). Згодом, найімовірніше наприкінці перебування на засланні в Новопетровському укріпленні, він зробив виправлення у рядку 14. До «Більшої книжки» вірш не перенесено.

## Публікація
Вперше надруковано за «Малою книжкою» у виданні: «Кобзарь Тараса Шевченка / Коштом Д. Е. Кожанчикова» (СПб., 1867 рік, стор. 530—531), з купюрами з огляду на цензуру рядків 19 — 21 та 61 — 62. Зазначені відступи від автографа зроблено в рукописному оригіналі для складання цього «Кобзаря». Позначені крапками лакуни після рядків 32, 43 та в кінці твору в набірному рукопису збережено, в «Кобзарі» 1867 року їх опущено. Того ж року за цим виданням вірш передруковано в книжці: «Поезії Тараса Шевченка» (Львів, 1867 рік, том 2, стор. 242—244).

## Сюжет
Вірш належить до вершин невільницької лірики Шевченка, якій властиві напруженість і драматизм переживання, поєднання особистого з соціальним, широта узагальнень і багатопланове розгортання ліричної теми. Мотив туги за Україною тут переростає в одверте картання панства й кріпосництва. В тузі за батьківщиною поет ніби умовляє себе: гіршою моральною мукою, ніж «в оцій пустині пропадать», було б жити на Україні, «дивитись, плакать — і мовчать» під гнітом самодержавства. Закінчення вірша, хоч і зберігає форму ліричної медитації, містить революц. висновок: добро на Україні можливе лише за умови знищення панства — «Якби не осталось // Сліду панського в Украйні». У картинах кріпацького села («Чорніше чорної землі // Блукають люди; повсихали // Сади зелені, погнили // Біленькі хати» і т. д.) відбилися враження Шевченка від подорожей по Україні, зокрема й від Кирилівки 1843 і 1845 року.